# Toninho Carlos
Antônio Carlos Corrêa, detto Toninho Carlos (Lins, 17 maggio 1963), è un ex calciatore brasiliano, di ruolo difensore.

## Biografia
In seguito al ritiro si è trasferito a Santos, ove vive con la famiglia.

## Caratteristiche tecniche
Giocava come difensore, ricoprendo il ruolo di libero.

## Carriera

### Club
Cresciuto nel settore giovanile del Santos, debuttò nel Matsubara, squadra dello Stato del Paraná, nel 1980. Nel 1981 tornò alla società di partenza, con cui debuttò in massima serie nazionale il 20 gennaio 1982 contro il Moto Club al Vila Belmiro. Con la società dalla maglia bianca vinse il campionato statale nel 1984, suo primo titolo a livello di club, mentre nel Taça de Ouro 1985 stabilì il proprio primato di gare disputate, venti. Affiancò per diversi anni Márcio Rossini, con quest'ultimo che giocava come centrale difensivo, mentre Toninho Carlos era il libero. L'unica sua rete in assoluto in prima divisione arrivò il 10 aprile 1985 contro il Palmeiras al Pacaembu. Nel 1988 lasciò lo stato di San Paolo per trasferirsi al Bangu, di Rio de Janeiro; vi disputò il campionato Carioca, per poi passare al Coritiba e all'Inter Limeira, con cui tra il 1988 e il 1989 giocò cinque partite in Série A. Nello stesso 1989, espatriò per la prima volta in carriera, firmando per i portoghesi del Famalicão; presto però tornò in Brasile, dapprima al Santo André e poi all'Atlético Mineiro, in cui formò una buona coppia difensiva con Cléber. Giocò poi per Sãocarlense e Portuguesa nello Stato Paulista, e nel 1993 giocò una stagione in Messico, all'Universidad de Guadalajara. Tornato in patria, raccolse le ultime presenze in massima serie con il Remo nel 1994, per poi ritirarsi due anni dopo.

### Nazionale
Il suo debutto avvenne in occasione dell'amichevole contro la Svizzera il 17 giugno 1983; giocò poi, nell'àmbito della stessa tournée europea, contro la Svezia, il 22 giugno. Nel 1983 ottenne la convocazione per la Copa América. Fece dunque il suo esordio nella competizione il 24 agosto a Buenos Aires contro l'Argentina, giocando tutta la partita. Giocò poi la partita successiva contro l'Ecuador, subentrando a Márcio Rossini.

## Palmarès

### Club

#### Competizioni nazionali
- Campionato paulista: 1

Santos: 1984
- Campionato Mineiro: 1

Atlético Mineiro: 1991
- Campionato Catarinense: 1

Figueirense: 1994
- Campionato Paraense: 1

Remo: 1995